# Endverschluss

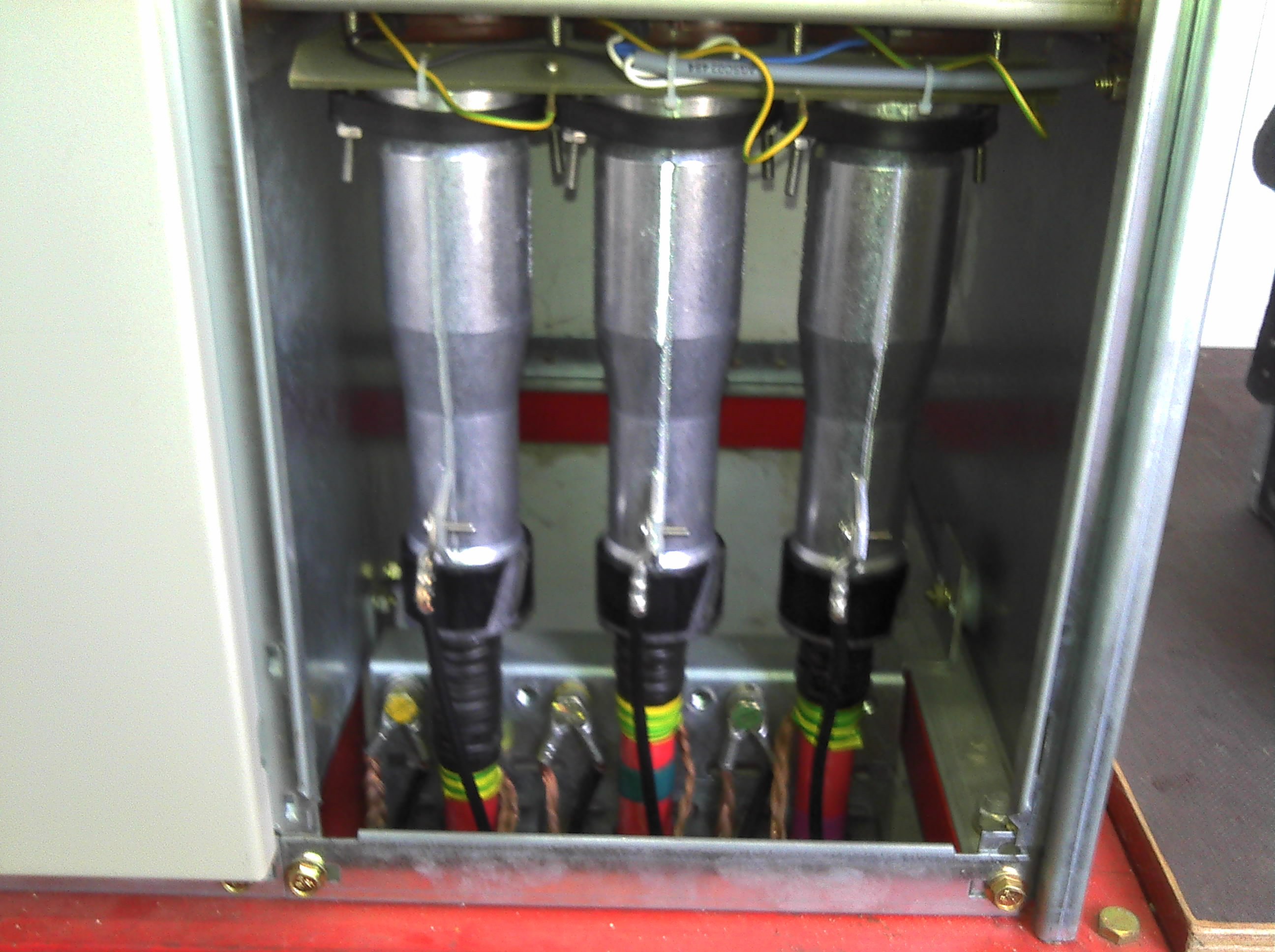
Mittelspannungsendverschluss in gekapselter Bauweise

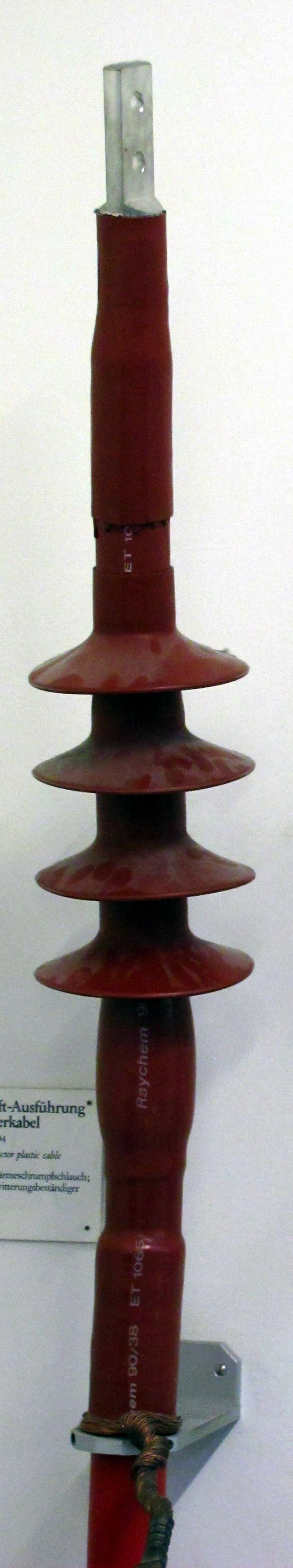
Ein Erdverschluss

Ein Endverschluss (EVS) ist ein Bauteil, das ein elektrisches Kabel abschließt. Dieser Abschluss kann das Ende eines (in der Regel nicht mehr benötigten) Kabels sein oder der Übergang von einem Kabel auf ein anderes Bau- oder Anlagenteil, beispielsweise vom Kabel auf eine Freileitung oder einen Transformator oder Trenner.
Für den sicheren Abschluss koaxialer Hochspannungskabel, also solcher mit metallischer Schirmung oder Ummantelung, gibt es als Sonderfall den Erdverschluss. Der Erdanschluss dient zur Ableitung kapazitiver Erdströme in den Erder der Hochspannungsanlage.

## Aufgaben
Der Kabelendverschluss soll verhindern, dass Feuchtigkeit oder Schmutz (z. B. durch die Kapillarwirkung) zwischen die Bestandteile des Kabels gelangt. Außerdem ist die elektrische Isolation zu gewährleisten. Beim Übergang auf andere Bauteile soll der elektrische Leiter auch sicher an das entsprechende Bauteil geführt werden.

## Material
Als Material werden verschiedene Isolierstoffe eingesetzt, darunter Porzellan und verschiedene Kunststoffe. Das verwendete Material hängt vom genauen Einsatz ab (Kabelende oder Übergang, Spannungsebene usw.).

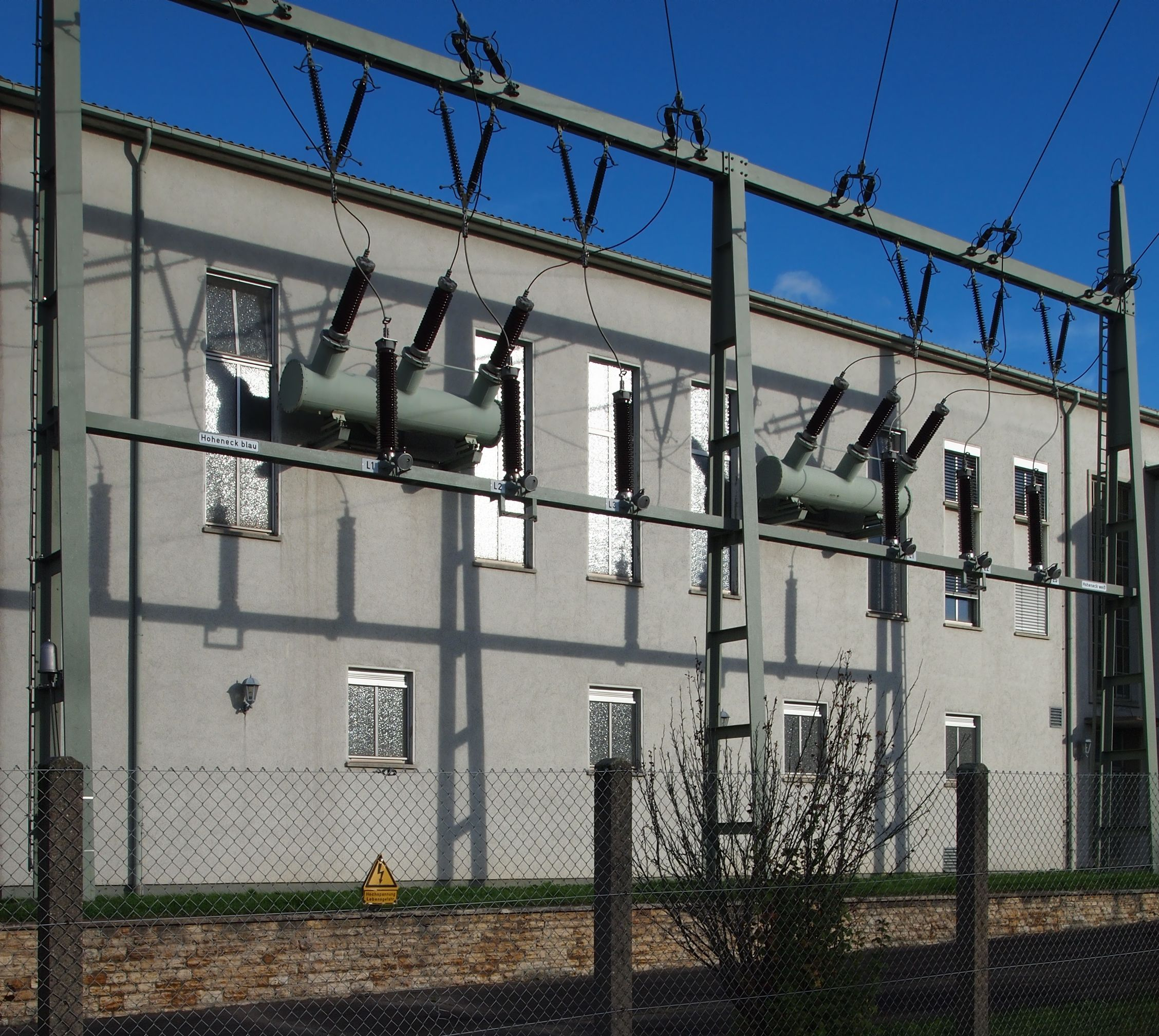
Hochspannungs-Endverschluss

## Verarbeitung
Als Faustregel gilt: je kleiner die Spannung, desto einfacher (und günstiger) ist Verarbeitung.
In der Niederspannung wird oft ein vorgefertigter Schrumpfschlauch (innen mit Heißkleber) über das Kabel gezogen und aufgeschrumpft, oder die Kabel werden soweit durch einen Gummi-/Silikonisolator geführt, dass ein kurzes Ende herausragt, um darauf einen Kabelschuh zu pressen.
Bei höheren Spannungen werden die Kabelenden z. B. in Isolatoren aus Kunststoff oder Porzellan eingeführt und vergossen, oder mehrteilige Kabelendverschlüsse werden auf die Kabel montiert.